# Common (rapper)
Lonnie Rashid Lynn, Jr., (født 13. marts 1972), bedre kendt under sit scenenavn Common, tidligere Common Sense, er en amerikansk hiphopmusiker og skuespiller, der er kendt for sine tekster, der tit, til forskel fra mange andre hiphop-artisters, omhandler kærlighed, spiritualitet og politik.
Han har udgivet 8 albums, senest Universal Mind Control, udgivet 9. december 2008. Han har gennem tiden haft flere forskellige sparringspartnere hvad produktion af musikken angår, men af gennemgående navne kan nævnes: No I.D. (Specielt de tre tidligste albums), ?uestlove & James Poyser, J Dilla (Specielt de tre nyeste albums) og Kanye West, som stod for størstedelen af produktionen på Be og Finding Forever.
I 2007 begyndte Common sin karriere som skuespiller, bl.a. i filmen Smokin' Aces, der også havde Andy Garcia og Ray Liotta på rollelisten. Common medvirker i øvrigt i American Gangster, fjerde udgave af Fast and the Furious-filmene, og i Terminator Salvation fra 2009. Siden 2011 har han spillet rollen som Elam Ferguson i AMC's western-serie Hell on Wheels.
For sangen "Glory" fra filmen Selma, vandt Common sammen med John Legend en Oscar for bedste sang i 2015.

## Diskografi
- Can I Borrow a Dollar? (1992)
- Resurrection (1994)
- One Day It'll All Make Sense (1997)
- Like Water for Chocolate (2000)
- Electric Circus (2002)
- Be (2005)
- Finding Forever (2007)
- Universal Mind Control (2008)
- The Dreamer/The Believer (2011)
- Nobody's Smiling (2014)
- Black America Again (2016)
- Let Love (2019)
- A Beautiful Revolution (Pt. 1) (2020)
- A Beautiful Revolution (Pt. 2) (2021)
- The Auditorium Vol. 1 with Pete Rock (2024)

### Singler (i udvalg)
- 2015: Glory

## Filmografi

### Film
| År   | Titel                                 | Rolle                  | Noter |
| ---- | ------------------------------------- | ---------------------- | ----- |
| 2002 | Brown Sugar                           | Himself                |       |
| 2006 | Dave Chappelle's Block Party          | Corant Jaman Shuka     |       |
| 2006 | Smokin' Aces                          | 'Sir Ivy'              |       |
| 2007 | American Gangster                     | Turner Lucas           |       |
| 2008 | Street Kings                          | Imposter Coates        |       |
| 2008 | Wanted                                | 'The Gunsmith'         |       |
| 2009 | Terminator Salvation                  | Barnes                 |       |
| 2010 | Date Night                            | Detective Collins      |       |
| 2010 | Just Wright                           | Scott McKnight         |       |
| 2011 | Happy Feet Two                        | Seymour (voice)        |       |
| 2011 | New Year's Eve                        | Chino                  |       |
| 2012 | LUV                                   | Uncle Vincent          |       |
| 2012 | The Odd Life of Timothy Green         | Coach Cal              |       |
| 2013 | Movie 43                              | Bob Mone               |       |
| 2013 | Pawn                                  | Officer Jeff Porter    |       |
| 2013 | Now You See Me                        | Agent Evans            |       |
| 2014 | X/Y                                   | Jason                  |       |
| 2014 | Every Secret Thing                    | Devlin Hatch           |       |
| 2014 | Selma                                 | James Bevel            |       |
| 2015 | Run All Night                         | Andrew Price           |       |
| 2015 | Being Charlie                         | Travis                 |       |
| 2016 | Barbershop: The Next Cut              | Rashad                 |       |
| 2016 | Suicide Squad                         | 'Monster T'            |       |
| 2017 | John Wick: Chapter 2                  | Cassian                |       |
| 2017 | Megan Leavey                          | 'Gunny' Martin         |       |
| 2017 | A Happening of Monumental Proportions | Daniel Crawford        |       |
| 2017 | Girls Trip                            | Himself                |       |
| 2017 | Love Beats Rhymes                     | Coltrane               |       |
| 2018 | The Tale                              | Martin                 |       |
| 2018 | Hunter Killer                         | Rear Admiral John Fisk |       |
| 2018 | Here and Now                          | Ben                    |       |
| 2018 | All About Nina                        | Rafe Hines             |       |
| 2018 | Ocean's 8                             | Himself                |       |
| 2018 | The Hate U Give                       | Carlos Carter          |       |
| 2018 | Smallfoot                             | Stonekeeper (voice)    |       |
| 2018 | Saint Judy                            | Benjamin Adebayo       |       |
| 2019 | The Kitchen                           | FBI Agent Gary Silvers |       |
| 2019 | The Informer                          | Edward Grens           |       |
| 2020 | Ava                                   | Michael                |       |
| 2022 | Alice                                 | Frank                  |       |
| 2023 | Fool's Paradise                       | The Dagger             |       |
| 2024 | Breathe                               | Darius                 | [ 1 ] |

### Tv
| År      | Titel                          | Rolle                 | Noter                                                |
| ------- | ------------------------------ | --------------------- | ---------------------------------------------------- |
| 1997    | Crook & Chase                  | Himself               | Episode: "George Segal"                              |
| 2000    | The Lyricist Lounge Show       | Himself               | TV series                                            |
| 2001    | Soul Train                     | Himself               | Episode: "Common & Macy Gray/Transitions/Olivia"     |
| 2003    | Girlfriends                    | Omar                  | Episode: "Take This Poem and Call Me in the Morning" |
| 2003–05 | Def Poetry Jam                 | Himself               | Recurring cast                                       |
| 2004    | Chappelle's Show               | Himself/Musical Guest | Episode: "World Series Of Dice & Mooney On Movies"   |
| 2004    | Game Over                      | Himself (voice)       | Episode: "Into the Woods"                            |
| 2004    | One on One                     | Darius                | Episode: "Cabin Fever"                               |
| 2004    | Scrubs                         | Himself               | Episode: "Her Story"                                 |
| 2005    | Black in the 80s               | Himself               | 3 episodes                                           |
| 2005    | MTV Unplugged                  | Himself               | Episode: "Alicia Keys"                               |
| 2005    | Wild 'n Out                    | Himself               | Episode: "Christina Milian/Common"                   |
| 2005    | VH1 News Presents              | Himself               | Episode: "Hip Hop Videos: Sexploitation on the Set"  |
| 2005    | Driven                         | Himself               | Episode: "Kanye West"                                |
| 2005    | $2 Bill                        | Himself               | Episode: "Kanye West"                                |
| 2007    | Saturday Night Live            | Himself               | Episode: "Jeremy Piven/AFI"                          |
| 2009–10 | The Electric Company           | Himself               | Episode: "Lights, Camera, Beetles!" & "Jules Quest"  |
| 2010    | American Idol                  | Himself               | Episode: "Idol Gives Back/Top Seven Results"         |
| 2011    | Single Ladies                  | Mayor Howard          | Episode: "Pilot"                                     |
| 2011–14 | Hell on Wheels                 | Elam Ferguson         | Main cast (season 1–4)                               |
| 2012    | Bizarre Foods America          | Himself               | Episode: "Las Vegas"                                 |
| 2012    | Sesame Street                  | Himself               | Episode: "Practice Makes Proud"                      |
| 2013    | Real Husbands of Hollywood     | Himself               | Episode: "Thicke and Tired"                          |
| 2013    | The Mindy Project              | Security Guard        | Episode: "Harry & Mindy"                             |
| 2015    | Lip Sync Battle                | Himself/Competitor    | Episode: "Common vs. John Legend"                    |
| 2015    | Knock Knock Live               | Himself               | Episode: "Episode One"                               |
| 2015    | David's Vlog                   | Himself               | Episode: "Smoking with Snoop Dogg!!?"                |
| 2015    | In Their Own Words             | Himself               | Episode: "Muhammad Ali"                              |
| 2015    | The Wiz Live!                  | The Bouncer           | TV movie                                             |
| 2016    | America Divided                | Himself               | Episode: "The System"                                |
| 2017    | American Masters               | Himself               | Episode: "Maya Angelou: And Still I Rise"            |
| 2017    | Saturday Night Live            | Himself               | Episode: "Chance the Rapper/Eminem"                  |
| 2017    | The Simpsons                   | Himself (voice)       | Episode: "The Great Phatsby: Part 2"                 |
| 2017–19 | The Lion Guard                 | Kiburi (voice)        | Recurring cast (season 2), guest (season 3)          |
| 2018–19 | The Chi                        | Rafiq                 | Recurring cast (season 1), guest (season 2)          |
| 2019    | Sherman's Showcase             | Henry                 | Episode: "Enemies"                                   |
| 2020    | Fraggle Rock: Rock On!         | Himself               | Recurring cast                                       |
| 2020    | Home Movie: The Princess Bride | Westley               | Episode: "Chapter One: As You Wish"                  |
| 2021    | Never Have I Ever              | Dr. Chris Jackson     | Recurring cast (season 2)                            |
| 2022    | Storybots: Answer Time         | Mr. Wonderful (voice) | Episode: "Glue"                                      |
| 2023    | Silo                           | Robert Sims           | Main cast                                            |

### Computerspil
| År   | Titel                   | Rolle   | Noter |
| ---- | ----------------------- | ------- | ----- |
| 2009 | Wanted: Weapons of Fate | Brummel | Voice |
| 2009 | Terminator Salvation    | Barnes  | Voice |

### Dokumentarer
| År   | Titel                          | Rolle    | Noter |
| ---- | ------------------------------ | -------- | ----- |
| 2003 | The Blues: Godfathers and Sons | Himself  |       |
| 2010 | Bouncing Cats                  | Narrator |       |
| 2015 | Unity                          | Narrator | [ 4 ] |